# 클로드 파피
클로드 파피(프랑스어: Claude Papi; 1949년 4월 16일, 코르시카 지방 포르토-베키오 ~ 1983년 1월 28일, 코르시카 지방 포르토-베키오)는 프랑스의 전 축구 미드필더로, 바스티아의 역대 최고 선수로 평가된다.

## 선수 경력
코르시카의 포르토-베키오 출신인 파피는 바스티아에서 현역 시절 전부를 보냈다. 그는 바스티아의 1977-78 시즌 UEFA컵 결승행을 견인했는데, 이 과정에서 대회 7골을 기록했다. 파피는 바스티아의 역대 최다 득점자이기도 하며, 479번의 경기에서 134골을 기록했다.

## 국가대표팀 경력
파피는 1978년 월드컵에서 프랑스 국가대표팀 일원으로 참가했다. 그가 출전한 유일한 월드컵 경기는 3-1로 이긴 헝가리와의 경기였다.

## 최후
파피는 1983년 1월 28일, 향년 33세에 동맥류 파열로 영면에 들었다.

## 수상
바스티아
- 디비시옹 2: 1967–68
- 쿠프 드 프랑스: 1980–81
- 샬랭즈 데 샹피옹: 1972
- UEFA컵 준우승: 1977–78

## 같이 보기
- 원클럽맨 명단